# Magiun di Topoloveni
Magiun de Topoloveni è un tipo di confettura di prugne, priva di zucchero, tipica della città di Topoloveni della Romania.
Dall'aprile 2011 il Magiunul de prune Topoloveni è riconosciuto a livello internazionale con il marchio DOP